# Onkel Hans (Looney Tunes)
Onkel Hans eller Rødskæg (engelsk navn Yosemite Sam) er en tegnefilmsfigur i Looney Tunes og Merrie Melodies-serien af tegnede kortfilm produceret af Warner Bros. Hans engelske navn er taget fra Yosemite National Park fra Californien. Han er en af Snurre Snup's modstandere og hans ærkefjende sammen med Elmer Fjot.  Han er almindeligvis portrætteret som en ondsindet og ekstremt aggressiv, revolver-bevæbnet bandit eller cowboy med et voldsomt temperament og et stærkt had for kaniner, især Snurre.